# Universe Life Square
Universe Life Square é um edifício brasileiro situado na cidade de Curitiba e encontra-se localizado entre as ruas Visconde do Rio Branco, Comendador Araújo e a Avenida Vicente Machado, no Centro da cidade. Possui 152 metros e 43 andares. O empreendimento, realizado pela Rossi Residencial, foi concluído em março de 2014.
É o edifício mais alto de Curitiba e o 18º prédio mais alto do Brasil.